# Merhoteprê Sobekhotep
Merhoteprê Sobekhotep V ou VI est un roi de la XIIIe dynastie. Plusieurs chercheurs l'identifient à Merhoteprê Ini.

## Attestations
Un nom Merhoteprê est mentionné en position 7.5 sur le Canon royal de Turin (crédité d'un règne de deux ans, deux mois et neuf jours) et en position 50 sur la liste de Karnak. Deux rois de cette période porte ce nom de Nesout-bity : Merhoteprê Sobekhotep et Merhoteprê Ini. Si plusieurs égyptologues, comme Franke, von Beckerath et Siesse, voient en ces deux noms un seul et même roi, d'autres, en particulier Ryholt, les différencient. Son existence est incontestable puisqu'une statue de Karnak assise du roi portant son cartouche a été trouvée et se trouve maintenant au Musée égyptien du Caire. Deux stèles portent également son nom, une à Karnak et une à Abydos.

## Position chronologique
Les égyptologues, dont Jürgen von Beckerath, Claude Vandersleyen et Siesse, qui identifient ce roi à Merhoteprê Ini le place après Merneferrê Aÿ, en s'appuyant sur le Canon royal de Turin qui indique le nom Merhoteprê après celui de Merneferrê, correspondant au roi Merneferrê Aÿ.
À l'inverse, Ryholt a un tout autre avis. En effet, cinq rois de la XIIIe dynastie sont attestés par des sceaux généalogiques qui mentionnent leurs parents. Quatre de ces rois sont Sekhemrê-Souadjtaouy Sobekhotep, Khâsekhemrê Neferhotep, Sahathor et Khâneferrê Sobekhotep qui se succèdent dans cet ordre. Le dernier roi est attesté par deux autres sceaux indiquant le nom de la Mère du Roi : Noubhotepti, ainsi que le nom de Sa-Rê du roi lui-même : Sobekhotep. La mère du roi Sekhemrê-Souadjtaouy Sobekhotep se nommant Iouhetibou et celle des frères Khâsekhemrê Neferhotep, Sahathor et Khâneferrê Sobekhotep se nommant Kemi, ces deux sceaux ne peuvent les concerner. Une autre empreinte de sceau trouvé à Toukh mentionne le père de ce roi Sobekhotep, et, bien qu'il soit brisé et partiellement illisible, le nom du père ne peut pas être Montouhotep, père de Sekhemrê-Souadjtaouy Sobekhotep, ni Haânkhef, père des trois rois frères Khâsekhemrê Neferhotep, Sahathor et Khâneferrê Sobekhotep. Cette empreinte de sceau est donc probablement celle de l'homologue paternel du sceau portant le nom de Noubhotepti. Comme l'empreinte du sceau porte un nom de Nesout-bity qui semble se lire mr-[...]-rˁ, Ryholt affirme que nous avons affaire à un roi de nom de Sa-Rê Sobekhotep et de nom de Nesout-bity Mer...rê. Seuls deux rois possèdent de tels noms : Merhoteprê Sobekhotep et Merkaourê Sobekhotep. Ce dernier étant plus tardif, le premier est la seule solution retenue par Ryholt.